# Bellatorias major
Espèce
Synonymes
- Tropidolepisma major Gray, 1845
- Egernia bungana De Vis, 1888
- Egernia major (Gray, 1845)

Bellatorias major est une espèce de sauriens de la famille des Scincidae.

## Répartition
Cette espèce est endémique d'Australie. Elle se rencontre dans les États de Nouvelle-Galles du Sud et du Queensland.

## Description

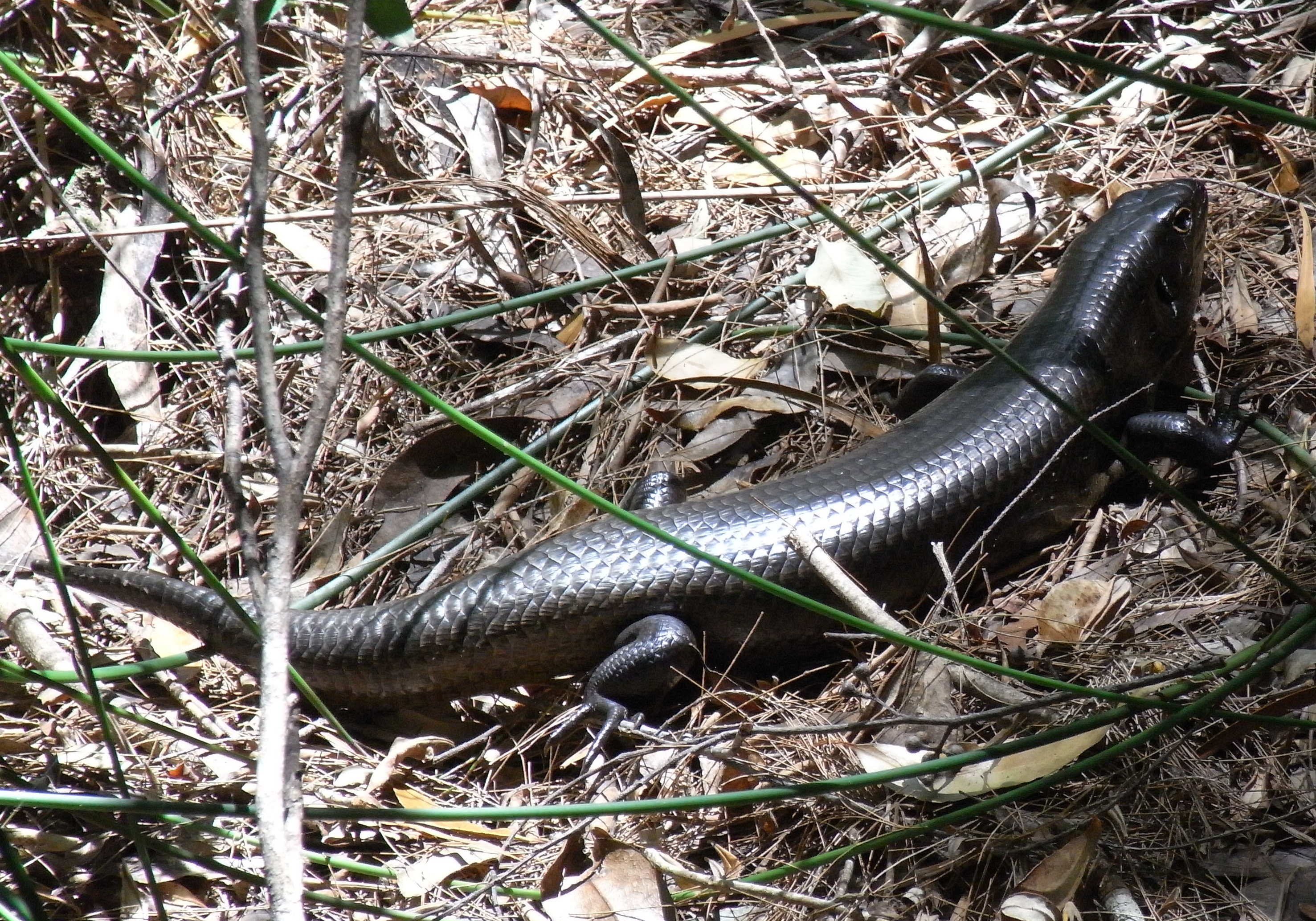

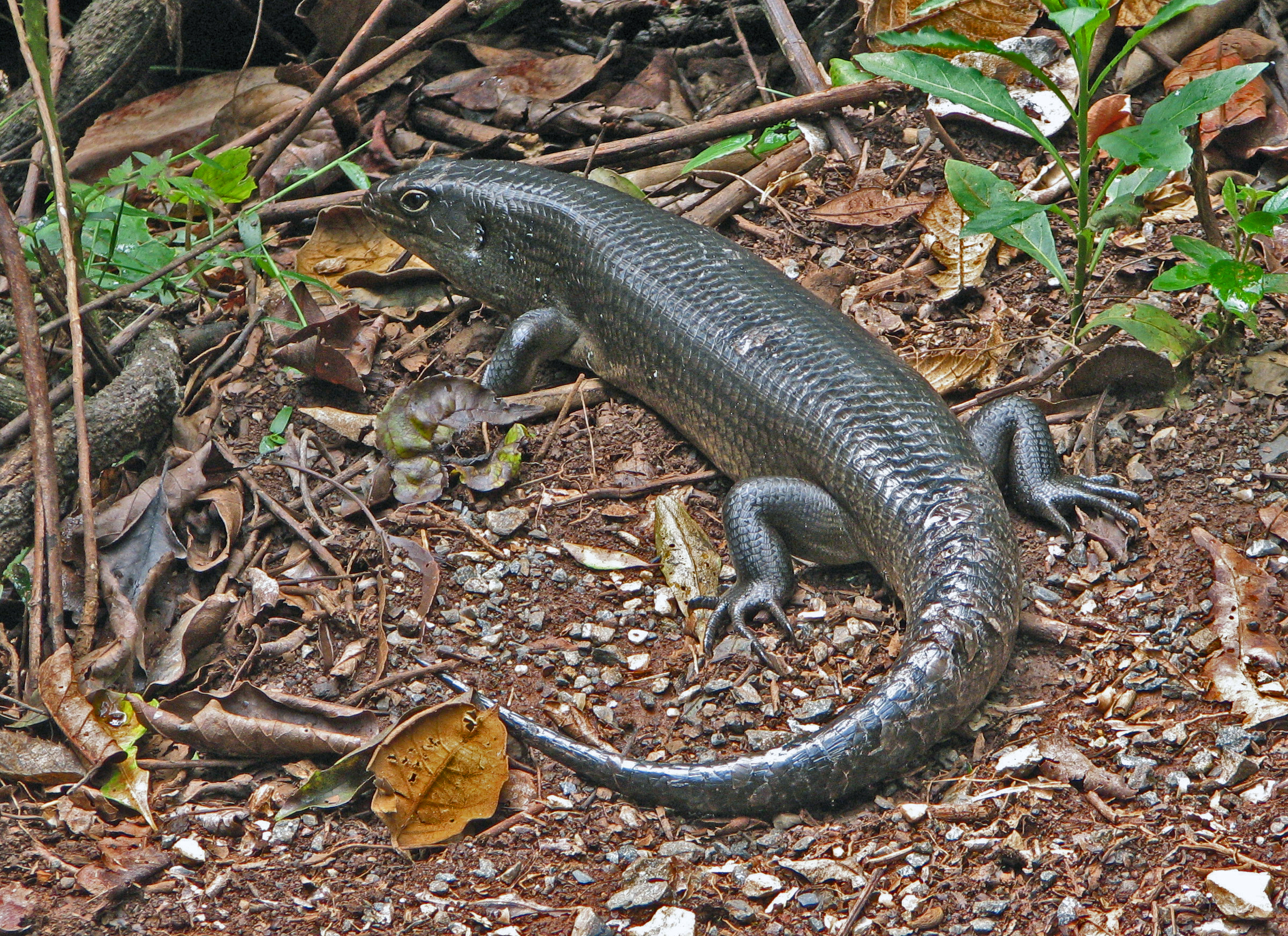

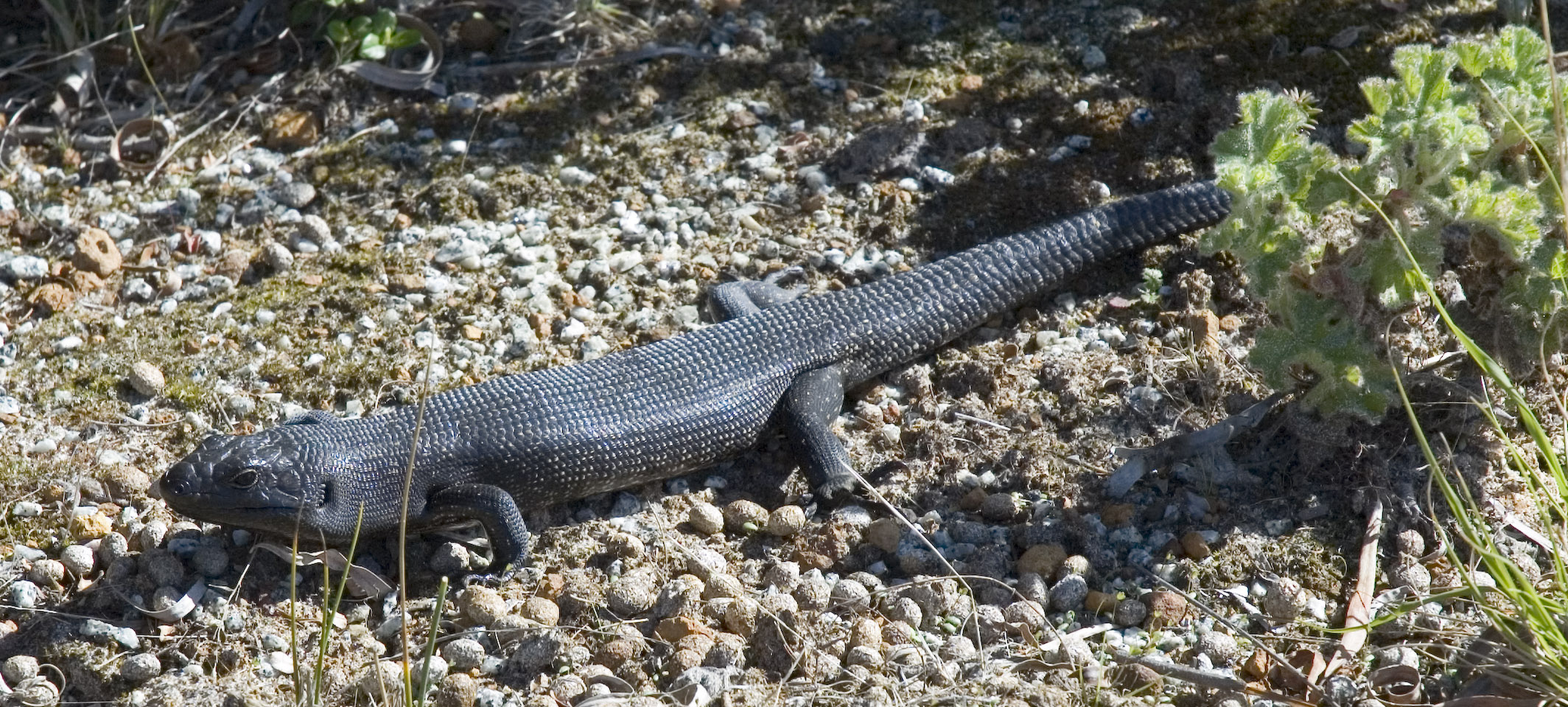

C'est la plus grande espèce de scinques d'Australie.
Ce grand lézard vivipare peut mesurer jusqu'à 75 cm de long. Il possède une peau noire ou brun foncé brillante avec un anneau plus pâle autour des yeux ; le ventre apparaît blanc, jaune ou marron. Il émet une odeur désagréable lorsqu'il se sent menacé. Il demeure peu farouche.

## Publication originale
- Gray, 1845 : Catalogue of the specimens of lizards in the collection of the British Museum, p. 1-289 (texte intégral).